# Stade de la Meinau
A Stade de la Meinau Franciaországban, Strasbourgban található, a helyiek La Meinauként ismerik. A stadion építését 1921-ben fejezték be, nézőterének befogadóképessége 30 000 fő. Az 1984-es Labdarúgó Európa-bajnokságra átépítették és modernizálták, hogy megfeleljen a FIFA előírásainak. A bővítés eredményeként 44 566 nézőnek tudtak helyet biztosítani. 1988-ban a Heysel, Hillsborough és Furiani tragikus eseményei után - stadionomlások - a biztonsági előírásoknak megfelelően megerősítették és korlátozták az állóhelyek számát. Az ülőhelyek számát 26 000-re csökkentették. A stadion többrendeltetésű, elsősorban az RC Strasbourg labdarúgó egyesület bajnoki mérkőzéseinek ad otthont. Az 1938-as labdarúgó-világbajnokság két mérkőzésének, az 1984-es Labdarúgó Európa-bajnokság döntő mérkőzéseiből kettőnek, 1988-ban a Kupagyőztesek Európa-kupája végső találkozójának volt színhelye. Az 1998-as labdarúgó-világbajnokság idején nem fogadhatott mérkőzéseket, mert a város anyagiak hiányában nem tudta elvégezni a szükséges felújításokat. II. János Pál pápa látogatása idején az általa celebrált misének adott helyet. A stadion üzemeltetője Strasbourg önkormányzata, az RC Strasbourg bérli a létesítményt. Utolsó felújítást 2001-ben végezték el, aminek eredményeként a nézők száma 29 320 főre nőtt. A klub tervezi, hogy 2013-ra egy önálló stadiont épít, amit EuroStadionnak fognak elnevezni.